# Zeldersche Driessen
De Zelderse Driessen is een 82 hectare groot Natura 2000-gebied aan de rivier de Niers, iets ten oosten van Gennep in het uiterste noorden van Nederlands Limburg.
Het betreft een rivierduinencomplex met een betrekkelijk jong, maar gevarieerd en zeer natuurlijk aandoend bos, enkele kleine heideveldjes en natte, grindrijke rivierdalgraslanden. Vrij bijzonder is, dat de rivier de Niers niet door een kade van het bos gescheiden is, maar bij hoog water slechts het natuurlijke reliëf ontmoet en dus de randen van het vrij hooggelegen bos kan beïnvloeden. De ligging op een bijzonder grensmilieu is zeer gunstig voor diverse zoogdiersoorten. In het gebied zijn meerdere dassenburchten.
De Niers had vanouds veel te kampen met dichtgroeiende beeklopen en overstromingen en is al eeuwenlang min of meer gekanaliseerd.